# 炭岘站
炭峴站（：／ Tanhyeon yeok */?）是京義·中央線沿線的一座地面車站，位於韓國京畿道高陽市一山西區德耳洞。站名取自車站東側的地名炭峴洞。

## 車站結構
站體為2面2線側式月台的地面車站，建築為跨站式站房構造。

### 月台配置
| ↑ 一山 |
| \| ２  |
| 野塘 ↓ |

| 月台 | 路線                   | 目的地                             |
| ---- | ---------------------- | ---------------------------------- |
| 1    | ●首都圈電鐵京義·中央線 | 一山、龍山、首爾、清涼里、龍門方向 |
| 2    | ●首都圈電鐵京義·中央線 | 金村、文山方向                     |

## 车站周边
- 德耳洞
- SBS一山制作中心
- 一山家具基地

## 历史
- 2000年8月14日 - 落成使用。
- 2009年7月1日 - 首都圈电铁京义线开始使用本站。

## 相鄰車站
韓國鐵道公社
●首都圈電鐵京義·中央線
京義線A、B急行、緩行
野塘（K328）－炭峴（K327）－一山（K326）